# قناة الأردن الرياضية
هي قناة تلفزيونية أردنية، متخصصة بالرياضة، تملكها مؤسسة الإذاعة والتلفزيون الأردنية.
تبث مباريات بطولة الدوري وكأس الأردن؛ كما تبث بعض مباريات المنتخب الوطني الأردني.